# Левчук Лариса Тимофіївна
Лариса Тимофіївна Левчук (21 серпня 1940, Київ — 28 січня 2025, Київ) — український філософ-мистецтвознавець. Естетик. Доктор філософських наук, професор.

## Біографія
Народилася 21 серпня 1940 року в Києві в родині кінорежисера Тимофія Левчука.
1962 року закінчила філософське відділення історико-філософського факультету Київського державного університету ім. Т. Г. Шевченка.
З 1962 року працює в Київському університеті: асистент, доцент кафедри етики естетики та логіки, доцент, професор кафедри етики, естетики та культурології філософського факультету
З 1980 року доктор філософських наук.
З 1976 до 2002 (26 років) завідувала кафедрою етики, естетики та культурології (до 1989 — кафедра етики та естетики) філософського факультету.
1983—2004 — голова спеціалізованої вченої ради Київського національного університету ім. Т. Г. Шевченка із захисту кандидатських та докторських дисертацій з етики та естетики
З 1985 року — член багатьох спеціалізованих рад. Член редколегій фахових наукових збірників. Член підкомісії з культурології Міністерства освіти і науки України.
Померла на 85-му році життя 28 січня 2025 року.

## Наукова діяльність
Головні напрями наукових досліджень Левчук Лариси: специфіка естетичного знання, художня творчість, тенденції розвитку естетики ХХ століття (української та західноєвропейської), психоаналіз та художня творчість. Здійснювала наукове керівництво роботою аспірантів та докторантів, підготувала понад 60 кандидатів та докторів наук. Викладала курс «Естетика», спецкурси «Історія та теорія творчого процесу», «Психоаналіз З. Фрейда: історія та сучасність».

## Науковий доробок
В науковому доробку — 150 наукових та науково-методичних праць. Автор 8 одноосібних монографій, 7 підручників у співавторстві, 2 одно одноосібних навчальних посібників.

## Книги
У власних книгах порушувала питання розвитку мистецтва.
- 1978 «У творчій лабораторії митця» (Київ).
- 1980 «Психоанализ и художественное творчество» (Київ).
- 1985 «Мистецтво в боротьбі ідеологій» (Київ).
- 1989 «Психоанализ: от бессознательного к „усталости общественного сознания“» (Київ).
- 1994 «Історія світової культури» (Київ). У співавторстві.
- 1997 «Естетика» (Київ). У співавторстві.
- 1998 «Західноєвропейська естетика XX століття» (Київ).
- 2011 «Українська естетика: традиції та сучасний стан» (Київ)